# Камєнка
Камєнка, або Камьєнка (словац. Kamienka) — село в Словаччині, Гуменському окрузі Пряшівського краю. Розташоване в східній частині Словаччини на північно-західних схилах Вигорлату в долині потоку Камениця.
Уперше згадується у 1451 році.
У селі є римо-католицький костел з 1799 року в стилі класицизму.

## Населення
| Рік:            | 1994. | 2004.    | 2014.   | 2024.   |
| --------------- | ----- | -------- | ------- | ------- |
| Кількість осіб: | 512   | 566      | 529     | 533     |
| Різниця:        |       | +10,54 % | -6,53 % | +0,75 % |

| Рік:            | 2023. | 2024.   |
| --------------- | ----- | ------- |
| Кількість осіб: | 537   | 533     |
| Різниця:        |       | -0,74 % |

У селі проживає 556 осіб.
Національний склад населення (за даними останнього перепису населення — 2001 року):
- словаки — 91,40 %,
- цигани — 4,48 %,
- українці — 0,36 %,
- чехи — 0,18 %.

Склад населення за приналежністю до релігії станом на 2001 рік:
- римо-католики — 91,94 %,
- греко-католики — 1,97 %,
- протестанти — 0,18 %,
- православні — 0,18 %,
- не вважають себе вірянами або не належать до жодної вищезгаданої конфесії — 5,73 %.